# 2002 في كولومبيا
فيما يلي قوائم الأحداث التي وقعت خلال عام 2002 في كولومبيا.

## سياسة

### تعيين في المنصب
- 7 أغسطس – ألبارو أوريبي بيليث رئيس كولومبيا.

### انتهاء فترة المنصب
- 23 فبراير – إنجريد بيتنكور عضو مجلس الشيوخ في كولومبيا.
- 7 أغسطس – أندريس باسترانا أرانغو رئيس كولومبيا.

## رياضة
- 14 يوليو – طواف كولومبيا 2002 الفائزون Libardo Niño [الإنجليزية]‏، José Castelblanco [الإنجليزية]‏، إيلدر هيريرا.

## وفيات

### أكتوبر
- 24 أكتوبر – هرنان غافيريا (مواليد 1969) لاعب كرة قدم كولومبي.